# Hendrik Wytema
Hendrik Jacob (Jaap) Wytema (Haarlem, 2 april 1906 – Doorwerth, 19 juni 1974) was een Nederlands bestuurder en vooraanstaand verzetsman, die driemaal door de bezetter gevangen werd genomen, maar wist te ontsnappen. Hij was burgemeester van Beilen (1936-1948) en van Alkmaar (juni 1948-1970). Hij was tevens voorzitter van de Vereniging van Nederlandse Gemeenten (1965-1970) en president-commissaris van het Bouwfonds (tussen 1946-1970).
Hij werd geboren als tweede zoon van Johannes Wytema (1871-1928; chef afdeling algemene zaken Provinciale Griffie in Haarlem) en Laurentina Elisabeth Versteeg  (1878-1950). Zijn vader werd later burgemeester van Dordrecht en daarna van Rotterdam. Wytema trouwde in 1935 met Margaretha Johanna van der Elst (1911-2002). Uit dit huwelijk werden drie kinderen geboren. 
Na zijn rechtenstudie en promotie in Leiden werd hij ambtenaar van het kantongerecht te Dordrecht en waarnemend chef van het kabinet van de burgemeester van Den Haag. In september 1936 werd Wytema burgemeester van Beilen (nu Midden-Drenthe). Vanaf augustus 1940 was hij daarnaast enige tijd waarnemend burgemeester van Meppel en in 1941 was hij waarnemend burgemeester van Hoogeveen. In 1942 weigerde hij Joodse burgers op te laten pakken waarop hij gearresteerd en ontslagen werd. Na zijn vrijlating werd hij verbannen uit de provincie Drenthe. Beilen kreeg een NSB-burgemeester maar na de bevrijding keerde Wytema op 12 april 1945 terug als burgemeester van Beilen. Daarnaast was hij van 1945 tot 1946 waarnemend burgemeester van Westerbork. In juni 1948 volgde zijn benoeming tot burgemeester van Alkmaar en van 1959 tot 1960 was hij bovendien waarnemend burgemeester van Bergen.  
Op 29 juni 2018 werd de rotonde in de Asserweg in Midden-Drenthe naar hem genoemd.Voor hun verzetswerk kregen Wytema (postuum) en zijn vrouw in 1981 het verzetsherdenkingskruis. 
Om de economie in Drenthe te helpen bevorderen stelde Wytema aan de Drentse zuivelboeren voor om zich met een melkfabriek coöperatief te verenigen. De Domo werd in 1938 opgericht en is als onafhankelijk onderdeel van FrieslandCampina met melkproducten een wereldwijd succes geworden.
Een van Wytemas naoorlogse ideeën was de oprichting van het Bouwfonds der Nederlandse Gemeenten, voortgekomen uit de Bouwspaarkas Drentse Gemeenten (9 oktober 1946). Hij was president-commissaris tot 1970. Inmiddels is het Bouwfonds als succesvolle onderneming overgenomen door de Rabobank.
Voor de ontwikkeling van internationale betrekkingen en in het bijzonder die op Europees niveau heeft Wytema zich ook sterk ingezet. Sinds 1957 zijn stedenverbintenissen tot stand gekomen tussen Alkmaar met Troyes in Frankrijk (1958) en Darmstadt in Duitsland (1959), nadat al sinds de oorlog een jumelage met de Engelse stad Bath bestond.  
Van 1965 tot 1970 was Wytema voorzitter van de vereniging van Nederlandse gemeenten, een beleidsorganisatie die de gemeenten evalueert en adviseert.
Na de oorlog werd hij lid van de PvdA, maar aan dat lidmaatschap kwam een einde, toen het congres van de partij zich in 1969 uitsprak voor de gekozen burgemeester. 
Zijn moderne visie en toekomstgerichte ideeën over gemeentelijk bestuur typeerden Wytema. Hij zette zich in voor welzijn en cultuur van een groeiende stadsbevolking. Hij was ook vasthoudend in pogingen het bedrijfsleven en publieke instellingen, zoals een technische universiteit voor de middelgrote stad Alkmaar, aan te trekken, al waren de overheidsfinanciën nooit toereikend om dergelijke plannen volledig te realiseren.
In maart 1970 maakte de radionieuwsdienst bekend dat Wytema op zijn verzoek met ingang van 6 maart 1970 eervol ontslag was verleend als burgemeester van Alkmaar. Sinds 7 februari was Wytema met ziekteverlof, op grond van zijn diabetes en een te hoog alcoholpercentage waarmee hij in zijn auto naar huis was gereden. Hij was door een andere auto gesignaleerd en stond erop zichzelf bij de politie te melden. 
"Hij vond dat iemand die een gezagsfunctie bekleedt, smetteloos dient te zijn en onaanraakbaar. Zo verloor Alkmaar plotseling zijn burgemeester en de VNG een bekwame en energieke voorzitter. Een man van daadkracht en moed. Hij zou nog een paar jaar van zijn pensioen genieten." (Hillenius, VNG-magazine 4 juni 1999) 